# Oscar Bolz
Oscar Bolz (* 1. Mai 1879 in Magdeburg; † 26. Juni 1935 in Zoppot) war ein deutscher Zahnarzt und Kammersänger.

## Leben
Bolz studierte nach dem Schulbesuch an der Universität zu Berlin Zahnmedizin. Nach einigen Jahren als praktizierender Zahnarzt widmete er sich der Sängerei und schlug eine Musikausbildung am Stern’schen Konservatorium in Berlin ein. Nach seiner im Jahre 1900 erfolgten ersten Anstellung in Olmütz brachte es Oscar Bolz bis zum württembergischen und sächsischen Kammersänger.
1922 promovierte er an der Berliner Universität zum Dr. med. dent. Das Thema seiner Dissertation lautete Über die anatomisch-physiologischen Bedingungen der Singstimme mit besonderer Berücksichtigung der Gaumenform.
Er starb während eines Aufenthaltes an der Ostsee.

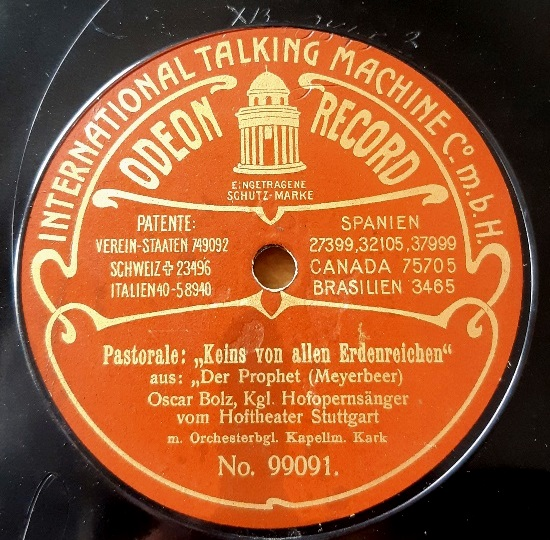
Schallplatte von Oscar Bolz (Berlin 1908)

Oscar Bolz hinterließ Schallplatten bei Odeon (Berlin 1907–08 und 1925), Parlophon (Berlin 1912), Polyphon (Berlin 1912) und Artiphon (Berlin 1925).